# Арка (футбольный клуб)
«А́рка» (пол. Morski Związkowy Klub Sportowy Arka Gdynia) — польский футбольный клуб из города Гдыня. Основан в 1929 году.

## История
В 1929 году был организован клуб, получивший название «КС Гдыня». В 1934 году создан новый клуб, который продолжал традиции первого клуба — «Котвица Гдыня». В 1939 году клуб прекратил существование.
После Второй мировой войны в 1946 году клуб возобновил деятельность. В следующем году, в результате объединения с клубами КС Портовец, КС Маринаж, Рыбацки КС МИП, сменил название на «Морски Гдыня». В 1948 году решением польских властей многие клубы были расформированы и организованы отраслевые клубы вроде советских команд. «Морски» был приписан к железнодорожной промышленности и переименован в «Звьонзковец Гдыня», а в 1951 году в «Колеяж Гдыня». В 1955 году переименован в «Докер Гдыня», только в 1972 году клуб получил своё современное название «Арка Гдыня». Клуб часто менял спонсоров, поэтому названия их появлялись в названии клуба.
В 1974 году клуб дебютировал в I лиге, но не удержался в ней. В 1976 году вернулся в неё и выступал до 1982 года. В 1979 году команда завоевала Кубок и дебютировала в европейских турнирах. В 2005 году клуб вернулся в Первую лигу, в которой выступал до 2011 года, за исключением сезона 2007/2008, когда был дисциплинарно переведён в низшую лигу за участие в коррупционной афере.
В сезоне 2016/2017 Арка во второй раз в своей истории стала обладателем Кубка Польши, обыграв в финале познанский Лех 2:1 (доп.). В настоящее время выступает в Первой лиге Польши. Домашние матчи команда проводит на «Городском стадионе» в Гдыне, вмещающем 15 139 зрителей.
В октябре 2019 года стало известно, что футбольный клуб возглавил сербский специалист Александр Рогич.

### Ультрас
Ультрас «Арки» имеет дружеские отношения с болельщиками следующих команд: «Краковия» и «Лех» (Вместе их называют Wielka Triada).

## Выступления в еврокубках
| Сезон   | Турнир                        | Раунд |                           | Клуб        | Счёт     |
| ------- | ----------------------------- | ----- | ------------------------- | ----------- | -------- |
| 1979-80 | Кубок обладателей кубков УЕФА | 1R    | Флаг Болгарии (1971—1990) | Берое       | 3-2, 0-2 |
| 2017-18 | Лига Европы УЕФА              | 3Q    | Дания                     | Мидтьюлланн | 3-2, 1-2 |

## Достижения
- Обладатель Кубка Польши (2): 1979, 2017
- Обладатель Суперкубка Польши: 2017, 2018
- Финалист Кубка Польши (2): 2018, 2021